# Thomas Åberg
Thomas Åberg, född 15 februari 1952 i Stockholm, är en svensk tonsättare och organist.

## Biografi
Thomas Åberg föddes 15 februari 1952 i Stockholm. Han studerade som ung piano för Märta Söderberg. Studierna fortsatte med orgellektioner för Tore Nilson samt privatlektioner i komposition för Stig Gustav Schönberg 1981–1983. Hans verk är till största delen komponerade för orgel, vilket även är hans huvudinstrument när han framträder vid konserter.
Thomas Åberg blev invald i Föreningen svenska tonsättare 1986.

## Musikverk i urval

### Kammarmusik
- A summer storm för stråkensemble.
- Fantasistycke för cello.
- Four slow pieces för cello och orgel.
- Four slow pieces för klarinett och piano.
- Lullabby för violin och orgel.
- Music for strings för stråkensemble.
- Orrr... för stråkkvartett.
- Suite from organ symphony för cello och piano.
- Toccata nummer 8 för violin och orgel.
- Tender moments för sopransaxofon och orgel.
- Three pieces on poems by Johan Gracen Brown för altsaxofon och orgel.
- Toccata nummer 2 för saxofon.

### Piano
- Dreams
- Orrr..., för en eller två pianister.
- Parade
- Svit för piano.
- Summer morning
- Sunday sonata
- Three prayers.
- Toccata e ostinato
- Toccata nummer 1
- Toccata nummer 5
- Toccata nummer 8
- Toccata nummer 15
- Toccata nummer 18

### Orgel
- 2008/2009 – New hope suite
- 2004 – Seglora kyrkmarsch
- 1994 – Festival voluntary
- 1985 – Svensk bröllopsmusik
- 1981/1982 – Symfoni
- 1980 – Fantasi a-moll

- Symphony. Komponerad 1981–1982.
- Tenders moments nummer 1
- Tenders moments nummer 2
- The cuckoo
- Three short fantasy pieces
- Tre böner
- Tre S:t Göranpreludier
- Tryggare kan ingen vara
- Waiting for Astor. Komponerad 2003.

#### Toccata
- Toccata e ostinato
- Toccata nummer 1
- Toccata nummer 2
- Toccata nummer 3
- Toccata nummer 4
- Toccata nummer 5
- Toccata nummer 6
- Toccata nummer 7
- Toccata nummer 8
- Toccata nummer 9
- Toccata nummer 10
- Toccata nummer 11
- Toccata nummer 12
- Toccata nummer 13
- Toccata nummer 14
- Toccata nummer 15
- Toccata nummer 16
- Toccata nummer 17
- Toccata nummer 18
- Toccata nummer 19
- Toccata nummer 20

### Vokalverk
- Om att inte döma varandra (2013) för sopran, mezzosopran eller tenor och orgel. Text av Paulus brev till Romarna 14:7-10, 15:1-7
- By the Sea at Night (2002) för mezzosopran och orgel, mezzosopran och stråkar eller tenor och orgel. Text av John Gracen Brown
- Ge mig en ängel för sopran och orgel.
- Judge not one another för sopran, mezzosopran eller tenor och orgel.
- Late autumn för mezzosopran och orgel eller piano.
- The eve of the day för mezzosopran och orgel eller piano.
- Sommarpsalm (1981) för solosång eller kör. Text av Thomas Åberg
- Vinternatt på jorden för solosång eller damkör.
- Klockklang för solosång eller damkör.
- Death för sopran eller mezzosopran och orgel, samt mezzosopran och stråkar.
- Weisflogs hund eller Byrån för förolämpade och misskötta djur i Chicago.